# Ilinca Hărnuț
Ilinca Hărnuț (n. 30 iunie 1984, Cluj-Napoca) este o actriță română de film, scenă și voce.

## Biografie
Ilinca Hărnuț a absolvit Universitatea Națională de Artă Teatrală și Cinematografică „I.L. Caragiale” din București, Facultatea de Teatru, secția actorie, în anul 2006.

## Teatru
- Trei surori de Cehov, spectacol al anului al IV-lea actorie, clasa Doru Ana, alături de Simona Cuciurianu, Geo Remeș, Vlad Popescu
- 2008 - Femeile din Trahis
- 2010 - Ich Clown de Vera Ion și Sorin Poamă - piesă a programului Scrie despre tine[3][4]

## Filmografie
- 2006 — Margo – Vera
- 2007 — California Dreamin' (nesfârșit) – tânăra #4
- 2007 — Marilena de la P7 – o prostituată
- 2012 — Minte-mă frumos – Sanda
- 2012 — Diavolul din tine (titlul în engleză The Devil Inside) – infirmiera italiană
- 2016 — Discordia – Ilinca (scenariul și regia, Ion Indolean)[5]
- 2016 — Inimi cicatrizate – Isa